# Akuzativ
Akuzativ (zkratka ACC nebo AKUZ, česky též přechodník, vinitel či předmětník) je jedním z mluvnických pádů, který se vyskytuje v mnoha jazycích. Označuje objekt, který se pojí se slovesem. V mnohých jazycích také pro objekty s některými nebo i všemi předložkami.
Akuzativ existuje, nebo někdy existoval ve všech indoevropských jazycích, včetně latiny, sanskrtu, řečtiny, němčiny, ruštiny a češtiny. Jménem akuzativ se označují různé objektové pády v ugrofinských jazycích , altajských a semitských jazycích.

## Akuzativ v češtině
Akuzativ je v češtině 4. pád. Používá se jako přímý (vidím koho?, co?) nebo se pojí s některými předložkami (položit na stůl).

### Střední rod
Ve středním rodě se akuzativ shoduje s nominativem:
- město → město, města (j. č., mn. č.)
- moře → moře, moře
- kuře → kuře, kuřata
- stavení → stavení, stavení

### Ženský rod
- žena → ženu, ženy
- růže → růži, růže
- píseň → píseň, písně
- kost → kost, kosti

### Mužský rod
U mužského rodu a vzorů pán, hrad, muž a stroj se dá pomocí akuzativu rozlišit životnost. Životné vzory mají akuzativ jednotného čísla odlišný od nominativu (s výjimkou slov zakončených -e).
- pán → pána, pány
- hrad → hrad, hrady
- muž → muže, muže
- stroj → stroj, stroje
- předseda → předsedu, předsedy
- soudce → soudce, soudce

## Akuzativ v angličtině
Moderní angličtina už pády nemá, ale přesto v ní několik zbytků akuzativu zbylo, například v zájmenech.
- I → me (nominativ, akuzativ)
- he → him
- she → her
- we → us
- they → them
- who → whom

## Akuzativ v němčině
Stejně jako v češtině je v němčině akuzativ 4. pád a používá se jako přímý nebo se pojí s některými předložkami jako např. bis, durch, für, ohne atd.
Příklady akuzativů osobních zájmen:
1. ich → mich
2. du → dich
3. er → ihn / sie, sie / es, es

Množné číslo:
1. wir → uns
2. ihr → euch
3. sie → sie

## Akuzativ ve španělštině
Ve španělštině je akuzativ 4. pád.
Příklady osobních zájmen:
1. yo → me
2. tú → te
3. el/ella →le

Množné číslo:
1. nosotros → nos
2. vosotros → os
3. ellos/ellas →les

## Akuzativ ve finštině
Objekt slovesa se ve finštině vyjadřuje buď pomocí akuzativu, nominativu, nebo partitivu. Akuzativ morfologický je až na výjimku u osobních zájmen, v plurálových tvarech a ve vazbě s některými tvary sloves homonymní genitivu.
Alternace akuzativu a partitivu probíhá na základě několika parametrů. Jedním z nich aspektualita děje popisovaného větou: akuzativ se používá tam, kde se předpokládá ukončenost děje, partitiv u děje neukončeného. Dalšími parametry jsou přítomnost negace ve větě (partitiv) a celistvý (akuzativ) /parciální (partitiv) charakter referentu objektu. Parametry jsou hierarchizovány.
- Luin kirjan. – „Přečetl jsem knihu.“ (akuzativ)
- Luin kirjaa. – „Četl jsem knihu.“ (partitiv)

Příklady osobních zájmen:
1. minä → minut (nominativ, akuzativ)
2. sinä → sinut
3. hän → hänet

Množné číslo:
1. me → meidät
2. te → teidät
3. he → heidät